# Il maestro di Pietroburgo
Il maestro di Pietroburgo è un romanzo di John Maxwell Coetzee del 1994. Il romanzo ha vinto l'Irish Times International Fiction Prize nel 1995.
Il romanzo vede come protagonista lo scrittore russo Fëdor Dostoevskij, e si ispira alla vita di Dostoevskij, alla vita dell'autore e alla storia della Russia.
Il nucleo del romanzo si basa su un capitolo ("Da Tikhon") che Dostoevskij scrisse per I demoni (1872) ma che il suo editore, M.N. Katkov, decise di tagliare. Il capitolo non venne mai ripristinato nel romanzo, ma lo si trova spesso in appendice alle edizioni moderne. In tale capitolo, Nikolaj Stavrogin confessa una scabrosa relazione con una ragazzina.
Un evento cruciale del romanzo proviene dalla vita stessa di Coetzee: la morte del figlio ventitreenne avvenuta in seguito a una misteriosa caduta. Il romanzo si apre con Dostoevskij che cerca di accettare la morte del figliastro Pavel, che accadde in maniera simile. Sebbene Pavel sia basato su una persona realmente vissuta, la sua morte è frutto della fantasia dell'autore: il vero Pavel sopravvisse a Dostoevskij.
L'antagonista del libro è Sergej Nečaev, il leader di un gruppo clandestino di terroristi del movimento nichilista russo, con cui Dostoevskij ha diversi colloqui.

## Edizioni italiane
- J. M. Coetzee, Il maestro di Pietroburgo, traduzione di Maria Baiocchi, collana "Narrativa" n. 7, Donzelli, 1994,  p. 221, ISBN 88-7989-066-2.
- J. M. Coetzee, Il maestro di Pietroburgo, traduzione di Maria Baiocchi, collana "Super ET", Einaudi, 2005,  p. 215, ISBN 88-06-17212-3.